# Silvius abdominalis
Silvius abdominalis är en tvåvingeart som beskrevs av Philip 1954. Silvius abdominalis ingår i släktet Silvius och familjen bromsar. Inga underarter finns listade i Catalogue of Life.